# 李卓宝
李卓宝（1928年6月—2020年3月13日），女，广东番禺人，中华人民共和国教育家，清华大学教授。

## 生平
1946年考入清华大学心理学系。1949年3月加入中国共产党。1950年毕业后留校任教。1953年，任清华大学附属工农速成中学副校长。1958年后，任清华大学基础课委员会副主任、党总支书记。1983年5月28日至30日，中国高等教育学会在北京召开成立大会，大会选举了第一届理事会成员，她出任常务理事。1985年后，任清华大学校务委员会委员，清华大学教育研究所所长、研究员，《教育研究》《清华大学教育研究》杂志主编。兼任国家教委教育科学规划领导小组高教学科组组长、中央教育科学研究所学术委员会委员、中国高等教育学会常务理事等。长期从事高等教育教学、科研及管理工作。代表性论文有《关于自然科学基础理论课的教学工作》《高等学校科研工作的优势及发展趋势》《论高等教育的特征与大学的职能》等。1992年起享受国务院政府特殊津贴。1993年离休。2020年3月13日凌晨在北京逝世，享年91岁。

## 出版物
- 李卓宝; 吴丹; 许甜; 叶赋桂. . 清华大学出版社. 2011年8月. ISBN 9787302256427.
- 李卓宝 (编). . 清华大学出版社. 1997年. ISBN 7302026173.
- 清华大学教育研究所 (编). . 清华大学出版社. 1991年4月. ISBN 7302008787.